# Diêm Lương
Diêm Lương (tiếng Trung: 閻良區, Hán Việt: Diêm Lương khu) là một quận thuộc địa cấp thị Tây An (西安市), tỉnh Thiểm Tây, Cộng hòa Nhân dân Trung Hoa. Quận này có diện tích 244,4 km2, dân số là 240.000 người, mã quận là 610114, mã bưu chính là 710089. Quận Diêm Lương được chia thành các đơn vị hành chính gồm 5 nhai đạo, 2 trấn. Chính quyền quận đóng ở đường Diên An, khu thành Diêm Lương.